# Терновий вінець

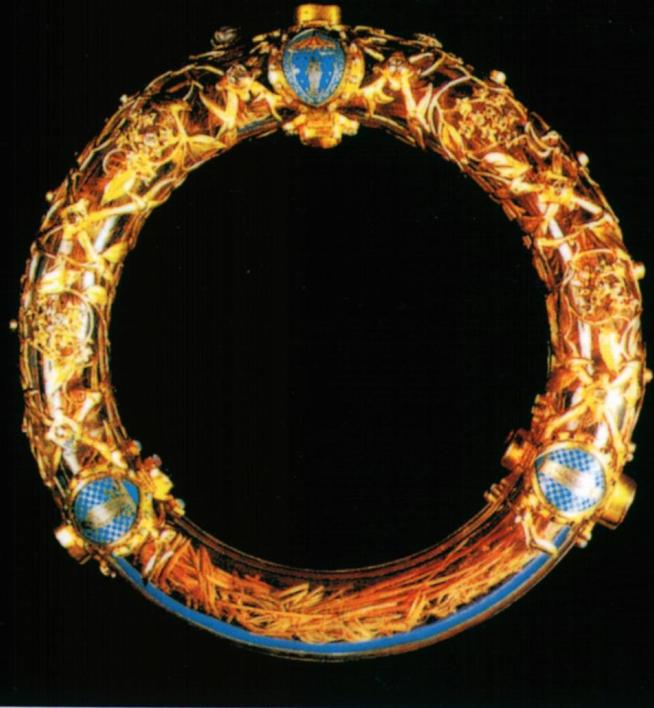
Терновий вінець у круговому кришталевому релікварії 1896 року виготовлення

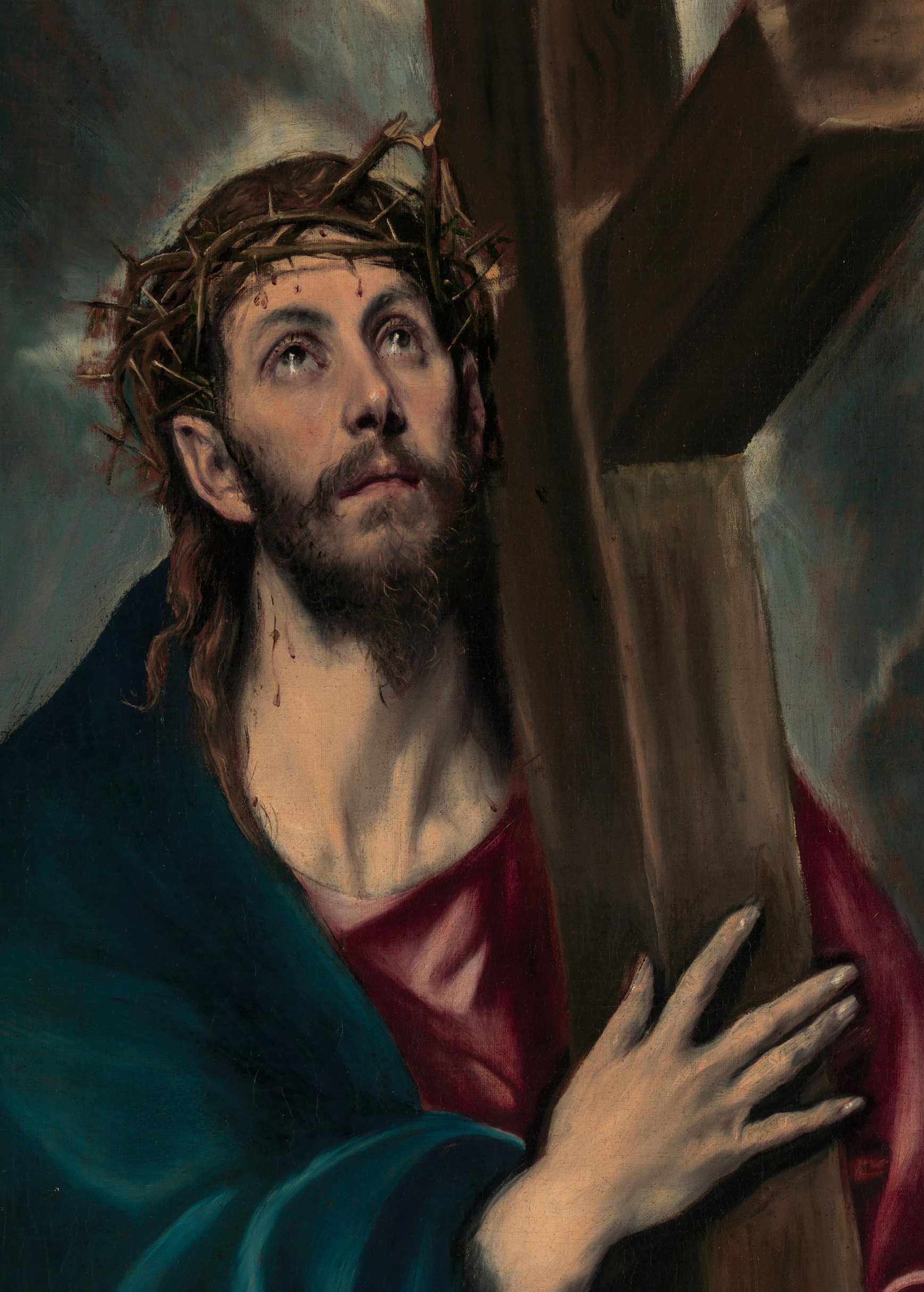
«Христос, що несе хрест»
Ель Греко, 1580-ті

Терно́вий віне́ць (грец. στέφανος ἐξ ἀκανθῶν, досл. «вінок з колючок») — рослинний вінок з колючками, який, згідно з Євангеліями, покладений на голову Ісуса Христа римськими воїнами під час наруги над Ним. Вінок був одним з «інструментів покарань», використаний катами Ісуса з метою причинення страждань та висміювання його авторитетності.

## Згадка у Євангеліях
Євангелія від Матея (Мт. 27:29), Марка (Мр. 15:17) та Івана (Ів. 19:2) розповідають, що Ісусу римськими солдатами був покладений на голову вінець з колючок. Солдати насміхались над Ним, вклали в руки його тростину як скіпетр, одягнули в багряницю — свого роду «сатиричні» царські символи, били Його і плювали на нього, тому що Він не заперечував, що є цар юдеїв (Мт. 27:11, Мр. 15:2, Лк. 23:3).
Чи ніс Ісус Христос терновий вінець під час Хресної дороги та Розп'яття на хресті — у Біблії не згадується, хоча сказано:

А коли назнущалися з Нього, зняли з Нього плаща і зодягнули в одежу Його. І повели Його на розп'яття.(Мт. 27:31)

Це вказує на те, що терновий вінець залишився на голові Ісуса, а зняли з Нього лише багряницю (плаща).

## Реліквія

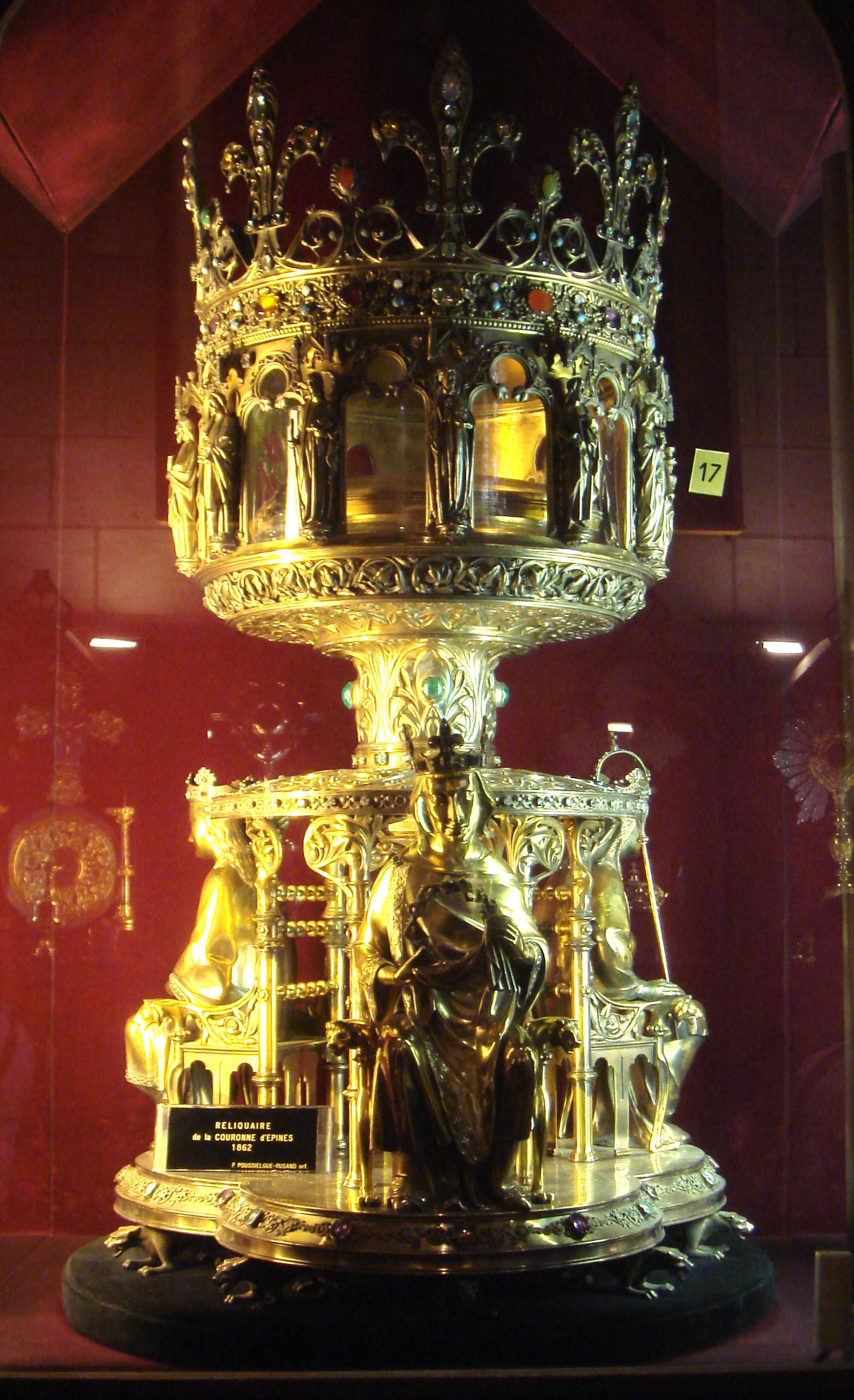
Релікварій для Тернового вінця в Нотр-Дам де Парі.

У 1237 році Луї IX привіз терновий вінець з Константинополя до Парижа. Для його зберігання було збудовано церкву Сент-Шапель у Парижі. Зараз реліквія зберігається у Соборі Паризької Богоматері.